# Kriegserklärung Chinas an Deutschland, Italien und Japan
Die Kriegserklärung Chinas an Deutschland, Italien und Japan erfolgte am 9. Dezember 1941 nach dem japanischen Angriff auf Pearl Harbor.
Seit 1937 hatte Japan nach dem Zwischenfall an der Marco-Polo-Brücke den unerklärten Zweiten chinesisch-japanischen Krieg begonnen, in dessen Verlauf es weite Teile der Republik China besetzte. China hatte mit keiner Kriegserklärung reagiert, weil dies Japan völkerrechtlich eine Blockade aller chinesischer Häfen erlaubt hätte und somit die chinesische Versorgung auf dem Seeweg unterbrochen hätte und teilweise auch weil eine offizielle Kriegserklärung wegen des US-amerikanischen Neutralitätsgesetze die amerikanische Unterstützung gefährdet hätte. Chiang Kai-shek, der eine kompromisslose Haltung gegenüber Japan vertrat und eine Kriegserklärung forderte, konnte sich nach dem Fall Wuhans 1938 gegen kompromissbereite Konkurrenten um Wang Jingwei im Machtkampf durchsetzen, erklärte aber dennoch nicht den Krieg. Die japanische Seite wollte ihrerseits die nationalchinesische Regierung in Chongqing nicht durch eine Kriegserklärung als Kriegsgegner und möglichen Verhandlungspartner aufwerten.
Japan wandte sich Deutschland und Italien zu und schloss im September 1940 mit diesen den Dreimächtepakt während Nationalchina sich den Westmächten zuwandte. Nach dem japanischen Überfall auf Pearl Harbor erklärte China am 9. Dezember Japan, Deutschland und Italien den Krieg. Die vom Nationalen Sicherheitsrat der Republik China verabschiedeten Kriegserklärungen an Deutschland und Italien beriefen sich auf den Dreimächtepakt, die Anerkennung des japanischen Marionettenstaates Mandschukuo und der Neuorganisierten Regierung der Republik China in Nanjing als aggressive Akte gegen China. Am 1. Januar 1942 unterzeichnete China die Deklaration der Vereinten Nationen (Anti-Hitler-Pakt) und damit war es China gelungen, den chinesisch-japanischen Krieg zu globalisieren. Chiang Kai-shek wurde zum alliierten Supreme Commander China Theater ernannt.

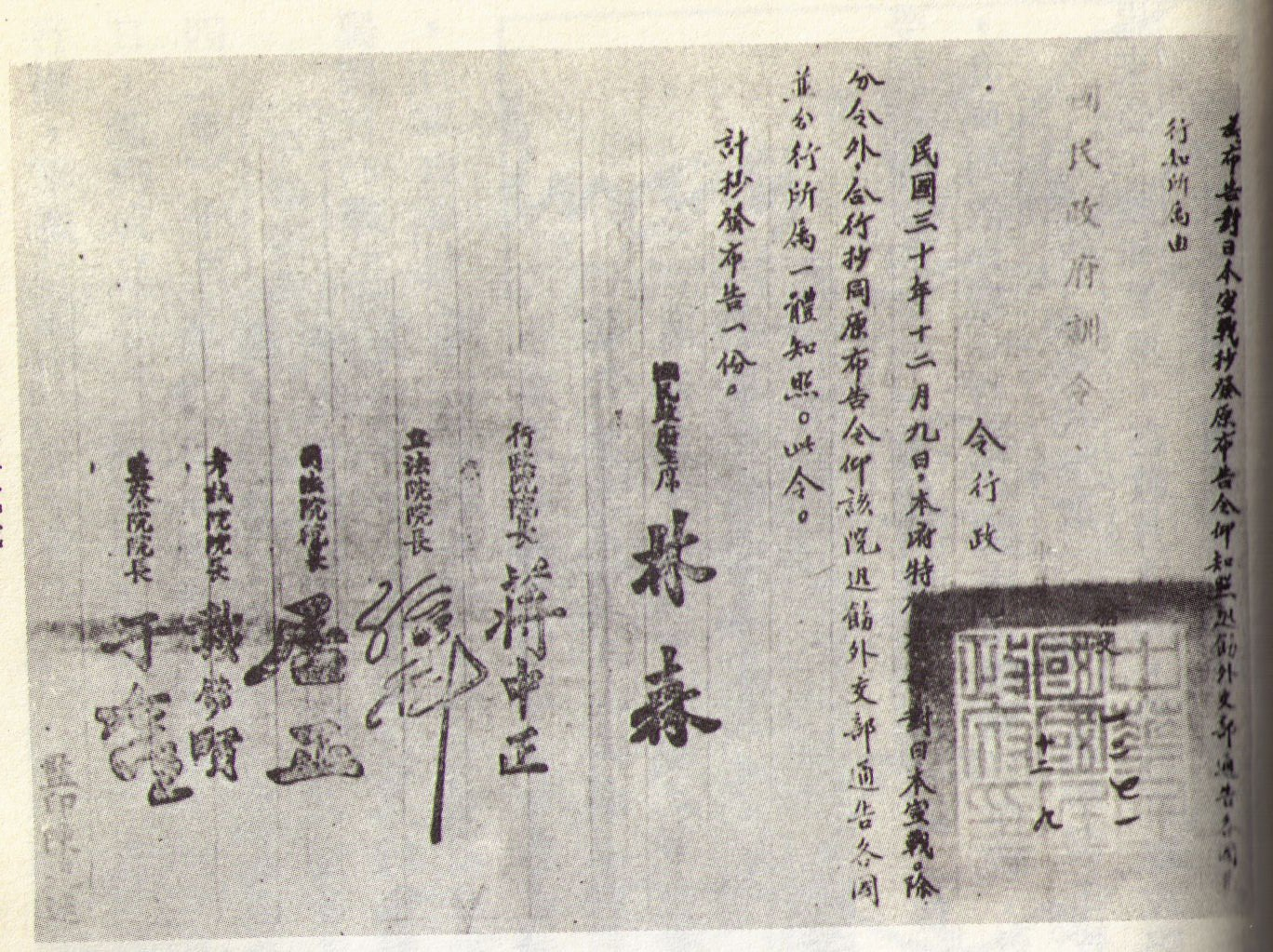
Kriegserklärung an Japan, 9. Dezember 1941
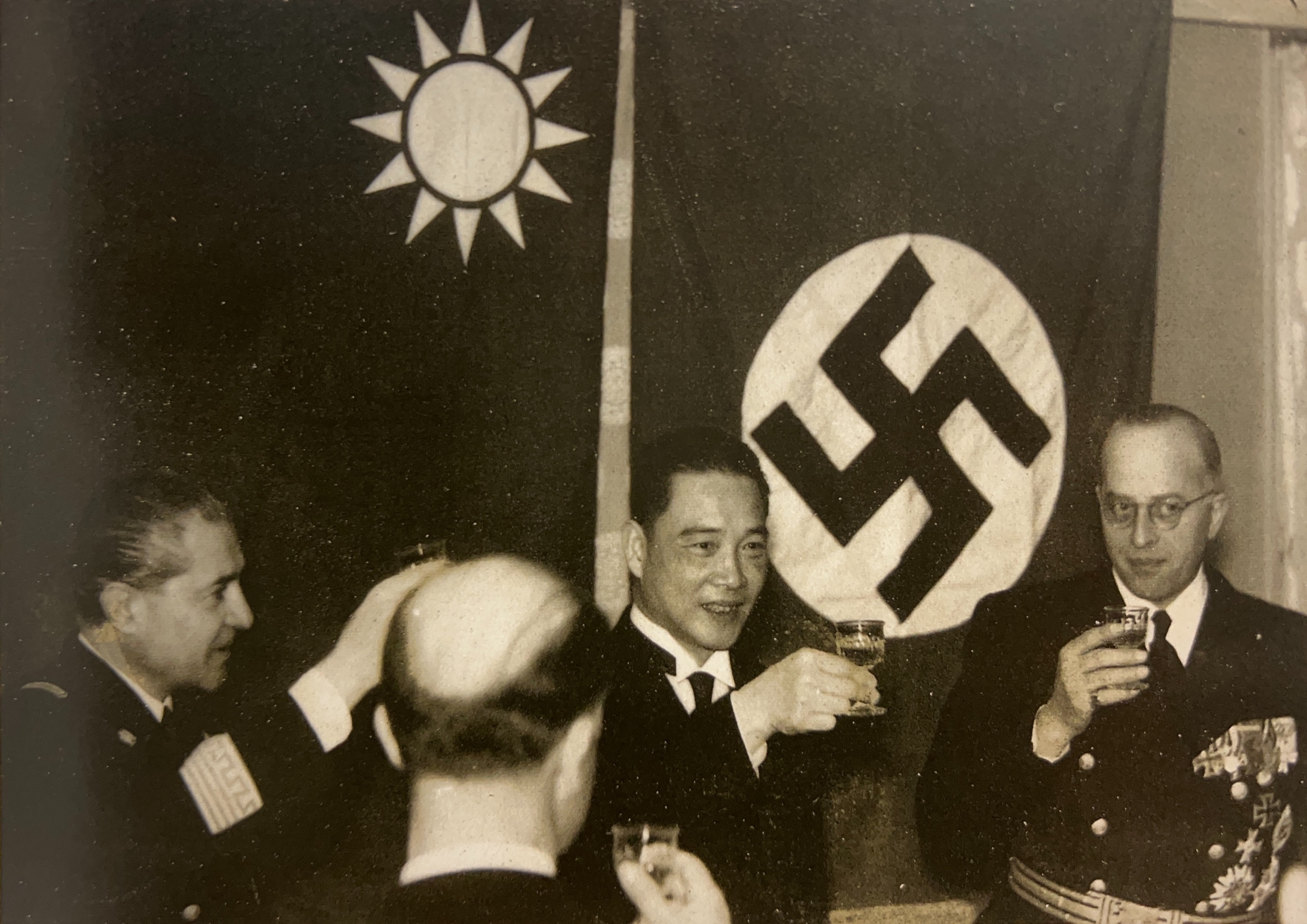
Wang Jingwei, Chef der Marionettenregierung von Nanjing, 1942
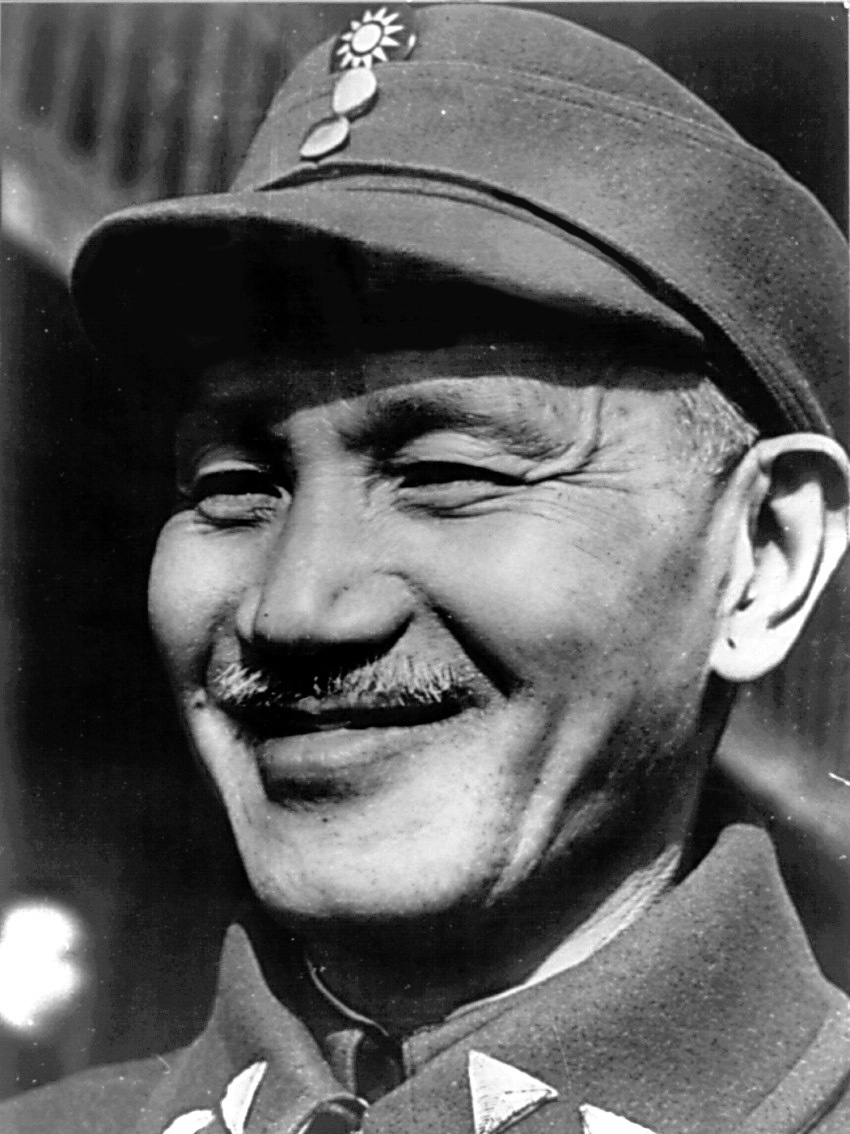
Chiang Kai-shek 1945